# The Review of Austrian Economics
The Review of Austrian Economics es una revista académica revisada por pares publicada por Springer Science+Business Media. Su creador, Murray Rothbard, editó diez volúmenes entre 1987 y 1997. Después de su muerte, Walter Block, Hans-Hermann Hoppe y Joseph T. Salerno editaron la revista durante dos años. Fue publicada por Lexington Books y más tarde por Kluwer Academic Publishers. El Instituto Ludwig von Mises luego reemplazó la revista con el Quarterly Journal of Austrian Economics.
La review ahora está afiliada a la Universidad George Mason. En 1999 continuó su publicación con el volumen 11. Los redactores jefes son Peter J. Boettke y Christopher J. Coyne (Universidad George Mason).